# Els Orriols
|  | Per a altres significats, vegeu «Orriols». |

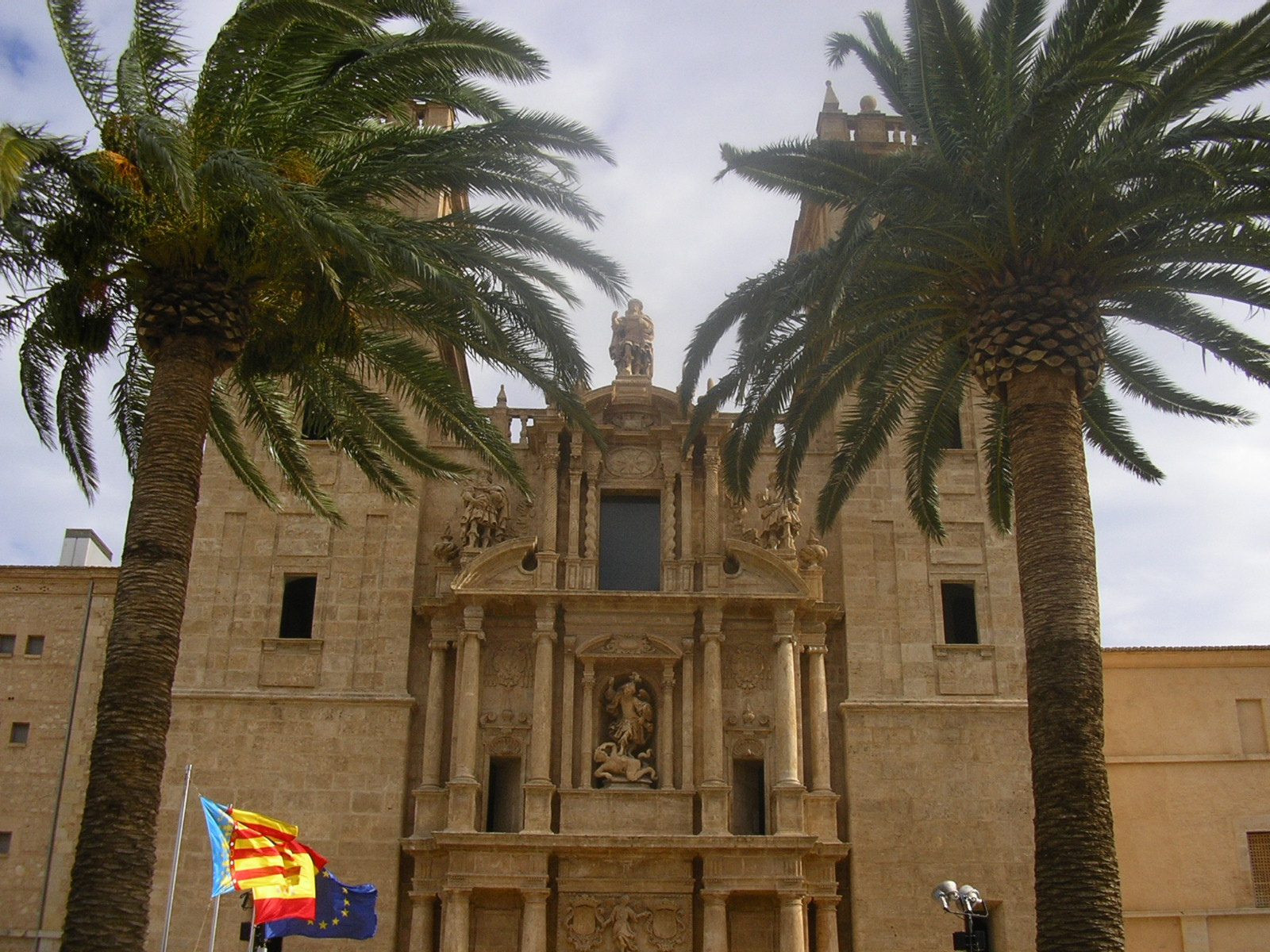
Monestir de Sant Miquel dels Reis, situat en la punta septentrional del barri i separat d'aquest per l'avinguda dels Germans Machado

Els Orriols o simplement Orriols és un barri de la ciutat de València, inclòs en el districte de Rascanya, a l'extrem nord de la ciutat, fitant amb el municipi d'Alboraia a l'oest i amb els districtes valencians de Benimaclet a l'est, la Saïdia al sud i el barri de Torrefiel a l'oest.
Va ser un poble independent fins al 1882, moment en què, junt amb Benimàmet, va ser annexionat a València. Des d'aleshores, els límits del barri han variat, de tal manera que molt del poble queda inclòs al barri veí de Sant Llorenç. La seua població actual és de 18.009 habitants l'any 2008.
Una de les curiositats del barri és que el parc municipal d'Orriols no cau dins del barri, sinó al veí Sant Llorenç. A la punta septentrional del barri, i separat d'aquest per l'avinguda dels Germans Machado, hi ha el monestir de Sant Miquel dels Reis, seu de la Biblioteca Valenciana i l'Acadèmia Valenciana de la Llengua. Un dels edificis característics d'Orriols, però que segons els límits del barri en cau fora, és l'estadi Ciutat de València, actual estadi del Llevant UE.

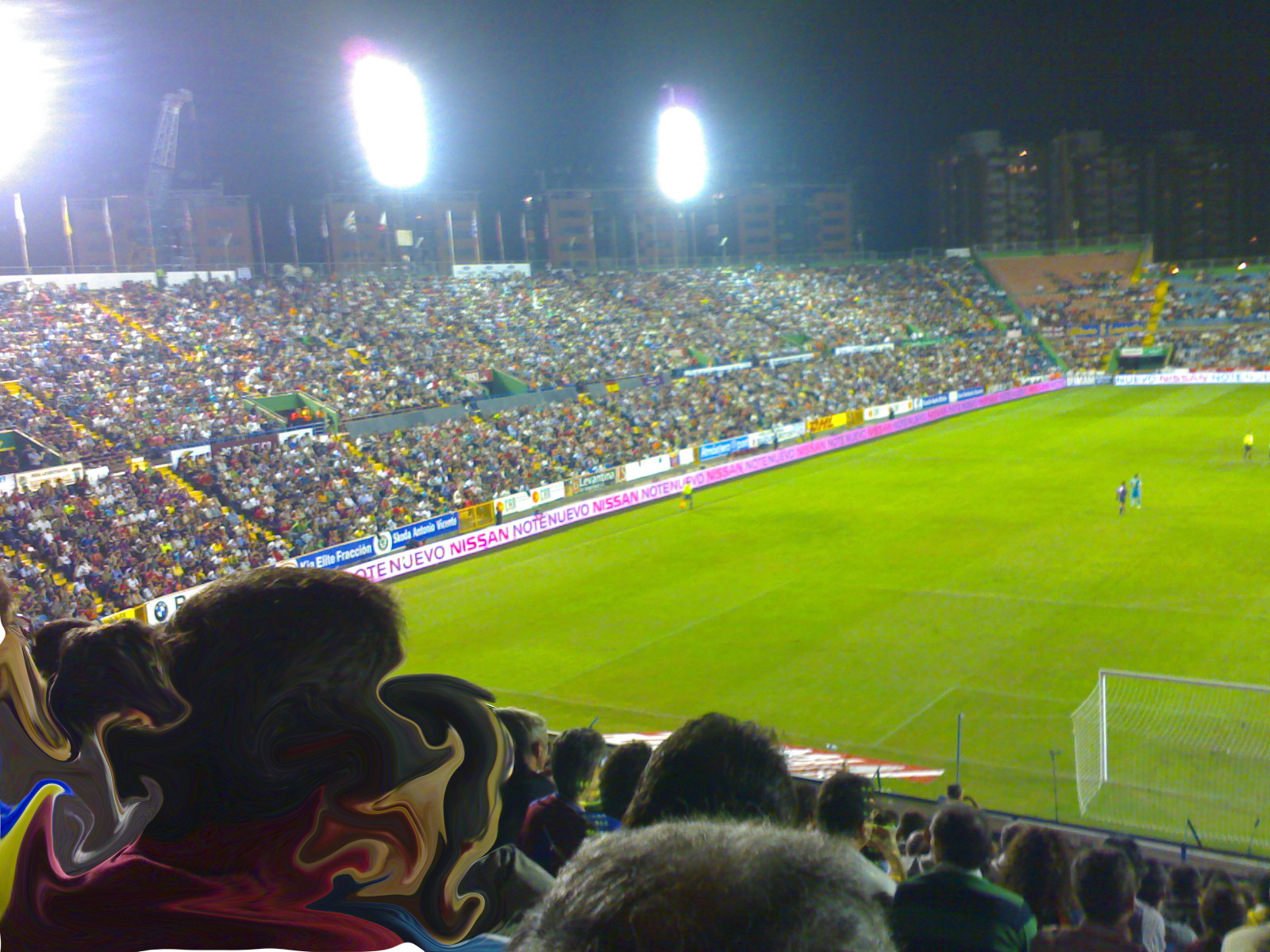
L'estadi Ciutat de València, un dels edificis més característics del barri d'Orriols

Orriols és actualment el barri de València amb més població estrangera (el 24,3%, la majoria dels quals d'origen equatorià).

## Localització
L'actual barri d'Orriols se situa entre els barris de Torrefiel i Sant Llorenç, i al sud rau el de Sant Antoni. Té una forma triangular, fitant al sud amb l'avinguda del Primat Reig i a l'oest amb la de la Constitució. A l'est, el límit corre en diagonal des de la cruïlla entre les avingudes d'Alfauir i del Primat Reig, fins al terme de Tavernes Blanques, passant per la plaça dels Germans Bécquer.

## Transport
El barri és servit per les línies 11 i 12 de l'EMT de València, i per l'estació de Sant Miquel dels Reis del tramvia. Al sud del barri, corre un carril bici que connecta les avingudes d'Alfahuir i de la Constitució, als dos extrems del barri.

## Història

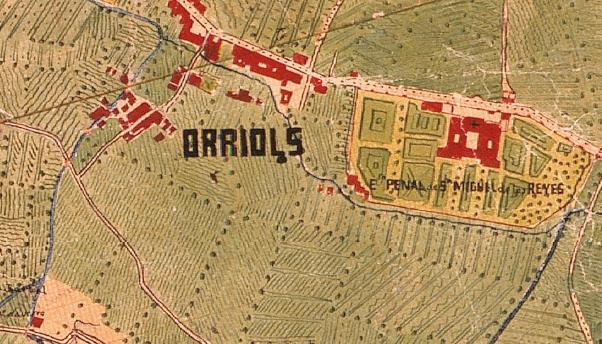
Plànol dels Orriols l'any 1883, un any després de la seua annexió a la ciutat de València

Orriols formava part originalment del senyoriu de Rascanya; que es va dividir en dos en el segle xiv, passant al que després seria anomenat Orriols, el 10 de juny del 1388, en formar part de les possessions de l'aristòcrata Pere d'Oriols, procurador general del ducat de Gandia. A la mort d'aquest, el 20 de desembre del 1404, el territori passa a ser administrat com a senyoriu propietat del monestir de Cotalba, a Alfauir, prop de Gandia. Per aquesta època, comença a ser denominada l'àrea com a Alqueria de n'Orriols.
Un historiador del segle xvii, Gaspar Escolano, afirma el 1611 que l'enclavament el componen 16 cases rurals.
Orriols va deixar formalment de ser senyoriu amb motiu del Decret del 6 d'agost de 1811, emès per les Corts de Cadis, pel qual s'incorporaven a l'administració estatal tots els senyorius aristocràtics i monàstics i s'abolia el vassallatge feudal, i es convertí en municipi independent amb ajuntament propi.
El 1859, complint una sol·licitud del Govern Civil, l'Ajuntament d'Orriols va definir formalment el seu terme municipal, coincident bàsicament amb l'actual barri, encara que el municipi era una mica més extens.
Durant la Revolució cantonal del 1873, l'Ajuntament d'Orriols es va adherir al Cantó de València, i fou bombardejat durant les operacions de setge.
Va ser un municipi independent fins a l'any 1882, moment en què, juntament amb Benimàmet, va ser annexionat al municipi de València.

### Alcaldia d'Orriols (1821-1882)
Possessors de l'alcaldia d'Orriols fins a la seua annexió a València el 1882:

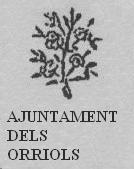
Escut de l'antic municipi d'Orriols

| Nom | Nom                                                          | Inici | Fi   |
| --- | ------------------------------------------------------------ | ----- | ---- |
|     | Dionisio Bellver                                             | 1821  | 1821 |
|     | Mariano Ballester                                            | 1822  | 1822 |
|     | Gerónimo Giner                                               | 1823  | 1823 |
|     | Tomás Casanova                                               | 1824  | 1824 |
|     | Tomás Espons, Isidro Ballester                               | 1825  | 1830 |
|     | Vicente Almenar                                              | 1830  | 1834 |
|     | Tomás Casanova (2n mandat)                                   | 1834  | 1836 |
|     | Fernando Casanova                                            | 1836  | 1936 |
|     | Carlos Giner                                                 | 1837  | 1837 |
|     | Vicente Almenar (2n mandat)                                  | 1838  | 1838 |
|     | Tadeo Bellver                                                | 1839  | 1839 |
|     | Isidro Ballester (2n mandat)                                 | 1840  | 1840 |
|     | Vicente Almenar (3r mandat)                                  | 1841  | 1841 |
|     | Vicente Almenar, Carlos Giner (2n mandat)                    | 1842  | 1842 |
|     | Antonio Senent, Pedro Torres Roig, Carlos Giner, Ramón Devís | 1843  | 1843 |
|     | Gerónimo Giner, Pedro Torres Roig, Manuel Carsí              | 1844  | 1844 |
|     | Gerónimo Giner                                               | 1845  | 1845 |
|     | José Ballester                                               | 1846  | 1847 |
|     | Pedro Torres Roig                                            | 1848  | 1850 |
|     | Gerónimo Giner                                               | 1851  | 1858 |
|     | Joaquín García                                               | 1858  | 1859 |
|     | Matías Bellver                                               | 1860  | 1872 |
|     | Manuel Giner López                                           | 1873  | 1880 |
|     | Matías Bellver                                               | 1881  | 1881 |
|     | Simón Senís                                                  | 1882  | 1882 |